# Porfiria hepatoeritropoiética
Porfiria hepatoeritropoiética (HEP), é uma porfiria cutânea e hepática rara e, em geral, grave. É uma doença genética, autosomática recessiva, que afecta a enzima uroporfirinogênio III descarboxilase (UROD), a quinta enzima da via da síntese do hemo.:525 Nos doentes com HEP esta enzima apresentar uma actividade muito baixa, o que leva à acumulação de uroporfirina e, como consequência, à fotossensibilidade.
A HEP é muitas vezes considerada uma forma mais grave de porfiria cutânea tarda familiar, tendo um conjunto de características semelhante a porfiria cutânea tarda (PCT), mas com início mais precoce. Em classificações que definem PCT de tipo 1 como "esporádica" e PCT de tipo 2 como "familiar", porfiria hepatoeritropoiética é mais similar ao tipo 2.

## Epidemiologia
Aproximadamente 40 casos foram descritos.

## Etiologia
A doença é considerada a forma transmissão autossômica recessiva da porfiria cutânea tarda.

## Clínica
É caracterizada por uma apresentação clínica semelhante à da porfiria cutânea tarda, em particular a forma do tipo 2 ou familiar, e da porfiria eritropoiética congênita, mas com início mais precoce. Se apresenta com fotossensibilidade grave, fragilidade cutânea e hipertricose; frequentemente é associasa a dismorfismos e anemia hemolítica grave enquanto, ao contrário da porfiria variegata, normalmente não apresenta sintomatologia neurológica.

## Tratamento
Não há tratamento efetivo para a doença. A sangria (flebotomia) e a administração de drogas antimaláricas, úteis no tratamento da porfiria cutânea tarda, não se mostraram efetivas.